# Percefleur à ventre marron
Diglossa gloriosissima
Espèce
Statut de conservation UICN

 NT  : Quasi menacé
Le Percefleur à ventre marron (Diglossa gloriosissima) est une espèce de passereaux appartenant à la famille des Thraupidae.

## Répartition et habitat
Il est endémique au Andes de l'Ouest en Colombie. Il vit dans les buissons de montagne humides et semi-humides ainsi qu'à la lisière des forêts naines entre 3 000 et 3 800 m d'altitude. Il privilégie les Polylepis ainsi que d'autres petits arbres comme les Escallonia et Baccharis.